# Castro de Filabres
Castro de Filabres è un comune spagnolo  situato nella comunità autonoma dell'Andalusia.